# Liste der Biografien/Ruz
Liste der Biografien |
Portal Biografien |
Personensuche
# |
A |
B |
C |
D |
E |
F |
G |
H |
I |
J |
K |
L |
M |
N |
O |
P |
Q |
R |
S |
T |
U |
V |
W |
X |
Y |
Z |
?
 
Ra |
Rb |
Rd |
Re |
Rh |
Ri |
Rj |
Rk |
Rl |
Rm |
Rn |
Ro |
Rr |
Rs |
Rt |
Ru |
Rv |
Rw |
Rx |
Ry |
Rz
 
Rua |
Rub |
Ruc |
Rud |
Rue |
Ruf |
Rug |
Ruh |
Rui |
Ruj |
Ruk |
Rul |
Rum |
Run |
Ruo |
Rup |
Rur |
Rus |
Rut |
Ruu |
Ruv |
Ruw |
Rux |
Ruy |
Ruz
Die Liste der Biografien führt alle Personen auf, die in der deutschsprachigen Wikipedia einen Artikel haben. Dieses ist eine Teilliste mit 69 Einträgen von Personen, deren Namen mit den Buchstaben „Ruz“ beginnt.

## Ruz
- Ruz Lhuillier, Alberto (1906–1979), mexikanischer Archäologe
- Ruz, Carlos (1923–1946), chilenischer Fußballspieler

### Ruza
- Ruzafa, Rubén (* 1984), spanischer Triathlet
- Ruzamski, Marian (1889–1945), polnischer Maler, Zeichner und Kunstpädagoge
- Ruzante († 1541), italienischer Komödiendichter
- Ruzas, Rimantas (1959–2002), litauischer Politiker, Mitglied des Seimas

### Ruzd
- Ruždjak, Nada (1934–2012), kroatisch-jugoslawische Opernsängerin mit der Stimmlage Sopran

### Ruze
- Ruzek, Hans (1880–1914), deutscher Fußballspieler
- Růžek, Jiří (* 1967), tschechischer Fotograf
- Růžek, Miloslav (* 1937), tschechischer Saxophonist
- Ruželė, Darius (* 1968), litauischer Schachspieler
- Ruzenski, Susan, US-amerikanische Funktionärin
- Ruzette, Etienne (1894–1960), belgischer Diplomat
- Ruzewitsch, Sjarhej (* 1988), belarussischer Biathlet

### Ruzg
- Rüzgar, Kemal (* 1995), türkisch-deutscher Fußballspieler
- Rüzgar, Necla (* 1972), türkische Künstlerin
- Ruzgis, Manfredas (* 1997), litauischer Fußballspieler
- Ruzgutė, Laura (* 1997), litauische Fußballspielerin

### Ruzh
- Ruzhansky, Michael (* 1972), russischer Mathematiker
- Ruzhin, Nano (* 1952), nordmazedonischer Soziologe, Diplomat, Politiker und Hochschulrektor

### Ruzi
- Ruziboev, Nursultan (* 1993), usbekischer Boxer und Mixed-Martial-Arts-Kämpfer
- Ružić, Antonia (* 2003), kroatische TennisspielerinAntonia Ružić (* 2003)

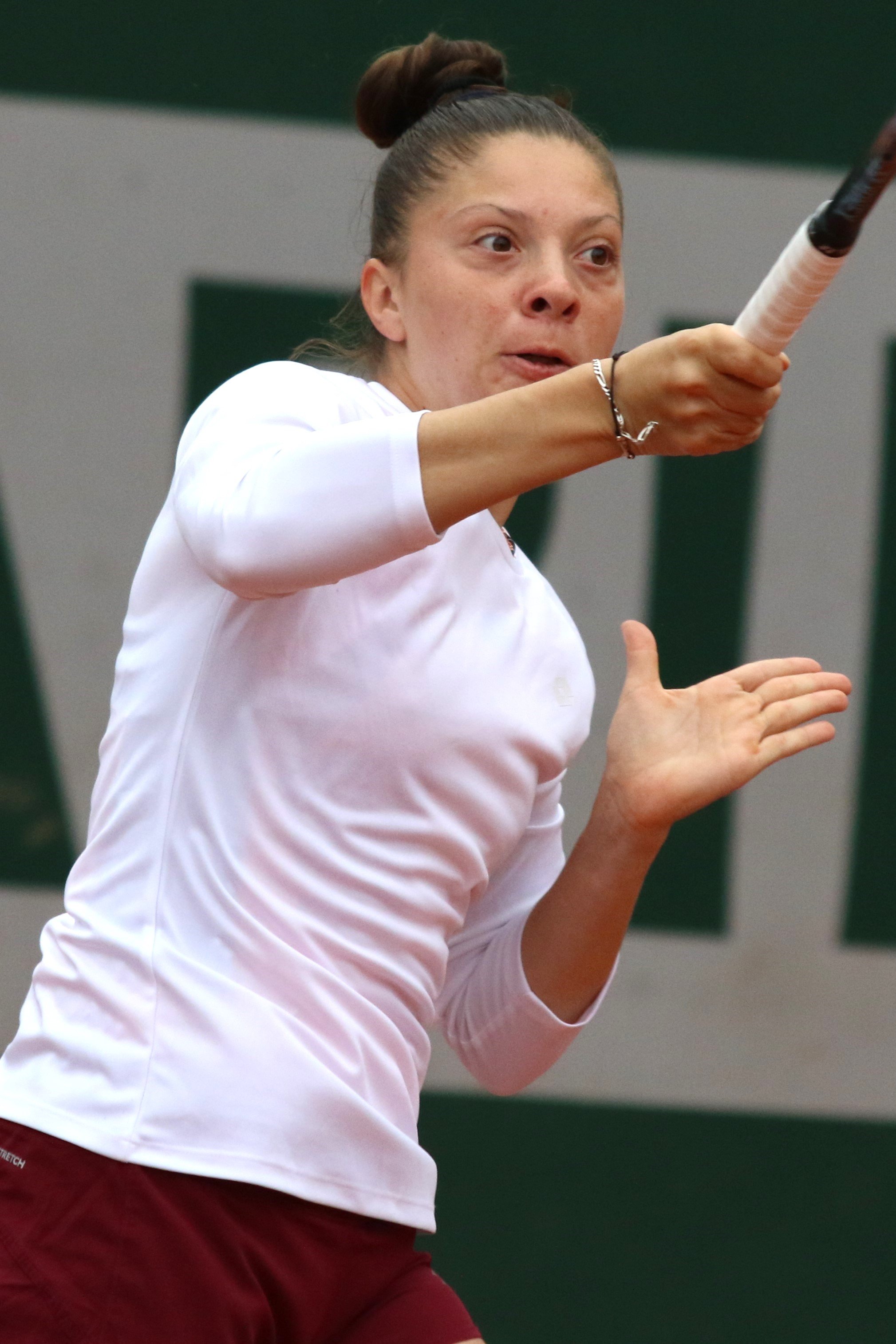
Antonia Ružić (* 2003)

- Ružić, Jovan (1898–1973), serbisch-jugoslawischer Fußballspieler
- Ružić, Mateo (* 1994), kroatischer Sprinter
- Ružić, Michael (* 2006), kroatischer Basketballspieler
- Ružić, Milan (1955–2014), jugoslawischer Fußballspieler
- Ruzici, Virginia (* 1955), rumänische Tennisspielerin
- Ružička, Adam (* 1999), slowakischer Eishockeyspieler
- Ruzicka, Aleksander (* 1960), deutscher Unternehmer
- Růžička, Ernest Konstantin (1761–1845), Rektor des Generalseminars in Lemberg, Generalvikar von Budweis und Bischof von Budweis
- Ruzicka, Evelyn (* 1982), österreichische Schauspielerin, Sängerin und Songwriterin
- Ruzicka, Jan (* 1959), deutscher Filmregisseur
- Růžička, Jiří (1956–1999), tschechischer Schauspieler und Drehbuchautor
- Růžička, Josef (1925–1986), tschechoslowakischer Ringer
- Růžička, Karel (1940–2016), tschechischer Jazzmusiker und Komponist
- Ružička, Leopold (1887–1976), Schweizer Chemiker und NobelpreisträgerLeopold Ružička (1887–1976)

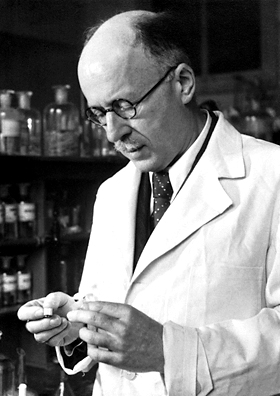
Leopold Ružička (1887–1976)

- Růžička, Martin (* 1985), tschechischer Eishockeyspieler
- Růžička, Martin (* 1987), tschechischer Eishockeytorwart
- Ruzicka, Nils (* 1973), deutscher Musikproduzent, Remixer, Songwriter und Musiker
- Ruzicka, Nina (* 1972), österreichische freie Zeichnerin
- Ruzicka, Othmar (1877–1962), österreichischer Maler
- Ruzicka, Peter (* 1948), deutscher Komponist, Dirigent und Intendant
- Růžička, Rudolf (1878–1957), tschechischer Semitist und Arabist
- Růžička, Rudolf (1920–2011), deutscher Slawist und Linguist
- Růžička, Rudolf (1941–2022), tschechoslowakischer bzw. tschechischer Komponist
- Ružička, Štefan (* 1985), slowakischer Eishockeyspieler
- Růžička, Vladimír senior (* 1963), tschechischer Eishockeyspieler und -trainer
- Ružička, Vlastimil (1925–1985), tschechoslowakischer Radrennfahrer
- Růžička, Vojtěch (* 1986), tschechischer Pokerspieler
- Ruzicka, Werner (* 1943), deutscher Boxer
- Růžička, Zdeněk (1925–2021), tschechoslowakischer Turner
- Růžičková, Hana (1941–1981), tschechoslowakische Kunstturnerin
- Růžičková, Helena (1936–2004), tschechische Schauspielerin
- Růžičková, Věra (1928–2018), tschechische Kunstturnerin
- Růžičková, Zuzana (1927–2017), tschechische Cembalistin
- Ruziewicz, Stanisław (1889–1941), polnischer Mathematiker
- Ruzindana, Joseph (1943–1994), ruandischer Geistlicher und römisch-katholischer Bischof von Byumba
- Ruzitska, Ignác (1777–1833), ungarischer Komponist
- Ruzitska, József (* 1775), ungarischer Komponist

### Ruzk
- Ruzkoi, Alexander Wladimirowitsch (* 1947), russischer Offizier und Politiker

### Ruzo
- Ruzoka, Paul (* 1948), tansanischer Geistlicher und römisch-katholischer Erzbischof von Tabora
- Ruzowitzky, Stefan (* 1961), österreichischer Filmregisseur und DrehbuchautorStefan Ruzowitzky (* 1961)

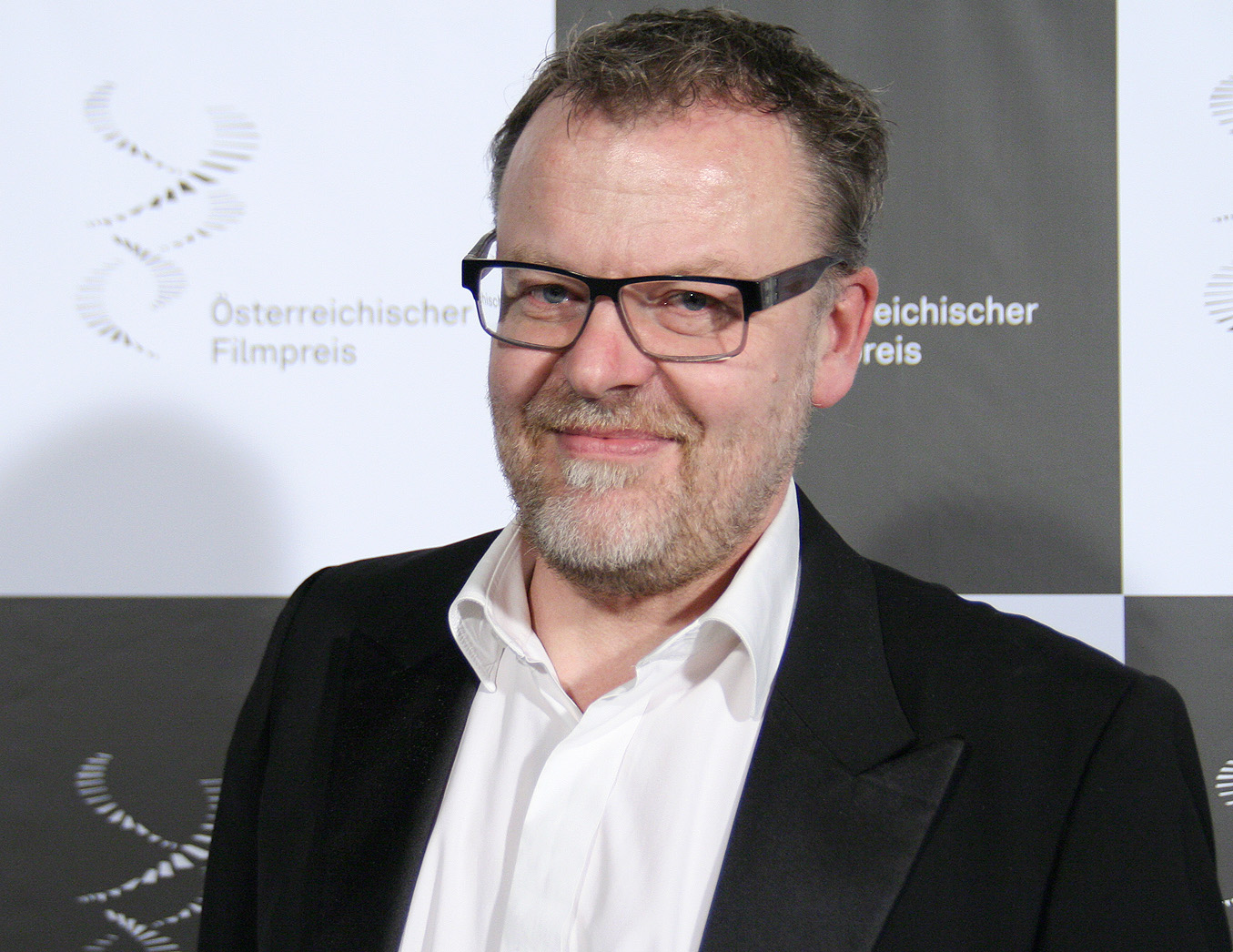
Stefan Ruzowitzky (* 1961)

### Ruzs
- Ruzsa, Imre (* 1953), ungarischer Mathematiker
- Rúzsa, Magdolna (* 1985), ungarisch-serbische Sängerin

### Ruzz
- Ruzza, Gianrico (* 1963), italienischer Geistlicher, römisch-katholischer Bischof von Civitavecchia-Tarquinia und Porto-Santa Rufina
- Ruzzini, Carlo (1653–1735), Doge von Venedig (1732 bis 1735)
- Ruzzini, Lucia († 1496), Dogaressa von Venedig
- Ruzzolini, Giuseppe (1930–2007), italienischer Kameramann
- Ruzzolone, Pietro, italienischer Maler der Renaissance